# Капорчано
Капорчано (итал. Caporciano) је насеље у Италији у округу Л'Аквила, региону Абруцо.
Према процени из 2011. у насељу је живело 197 становника. Насеље се налази на надморској висини од 825 м.

## Становништво
| 1931. | 1936. | 1951. | 1961. | 1971. | 1981. | 1991. | 2001. | 2011. |
| ----- | ----- | ----- | ----- | ----- | ----- | ----- | ----- | ----- |
| 1.173 | 1.105 | 924   | 698   | 471   | 334   | 324   | 265   | 235   |